# Ośrodek duszpasterski św. Józefa Robotnika w Zawoi
Ośrodek duszpasterski Świętego Józefa Robotnika w Zawoi-Zakamieniu – rzymskokatolicki ośrodek duszpasterski należący do dekanatu Maków Podhalański archidiecezji krakowskiej.
Parafię prowadzą karmelici bosi z klasztoru w Zawoi.

## Galeria

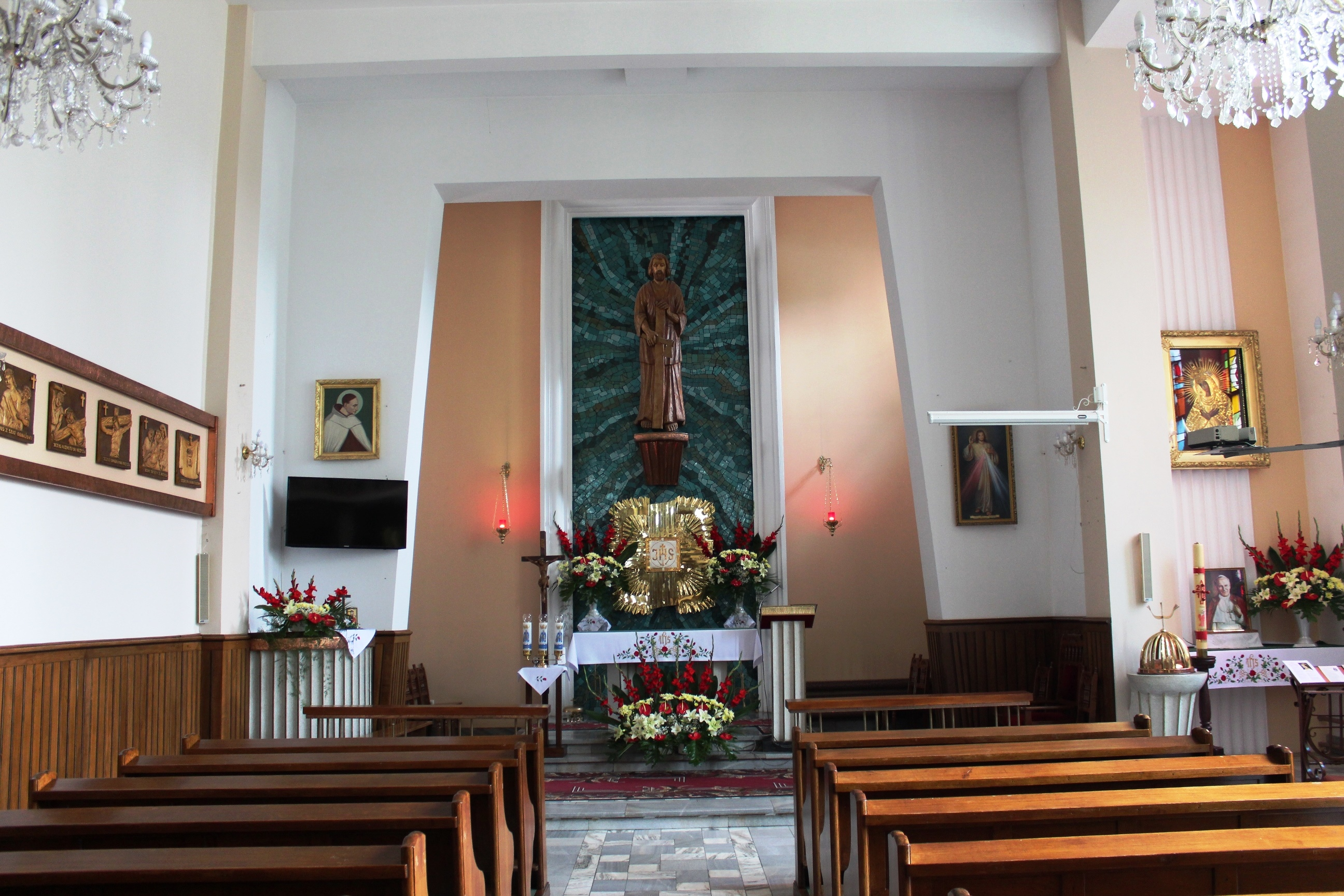
Wnętrze kościoła
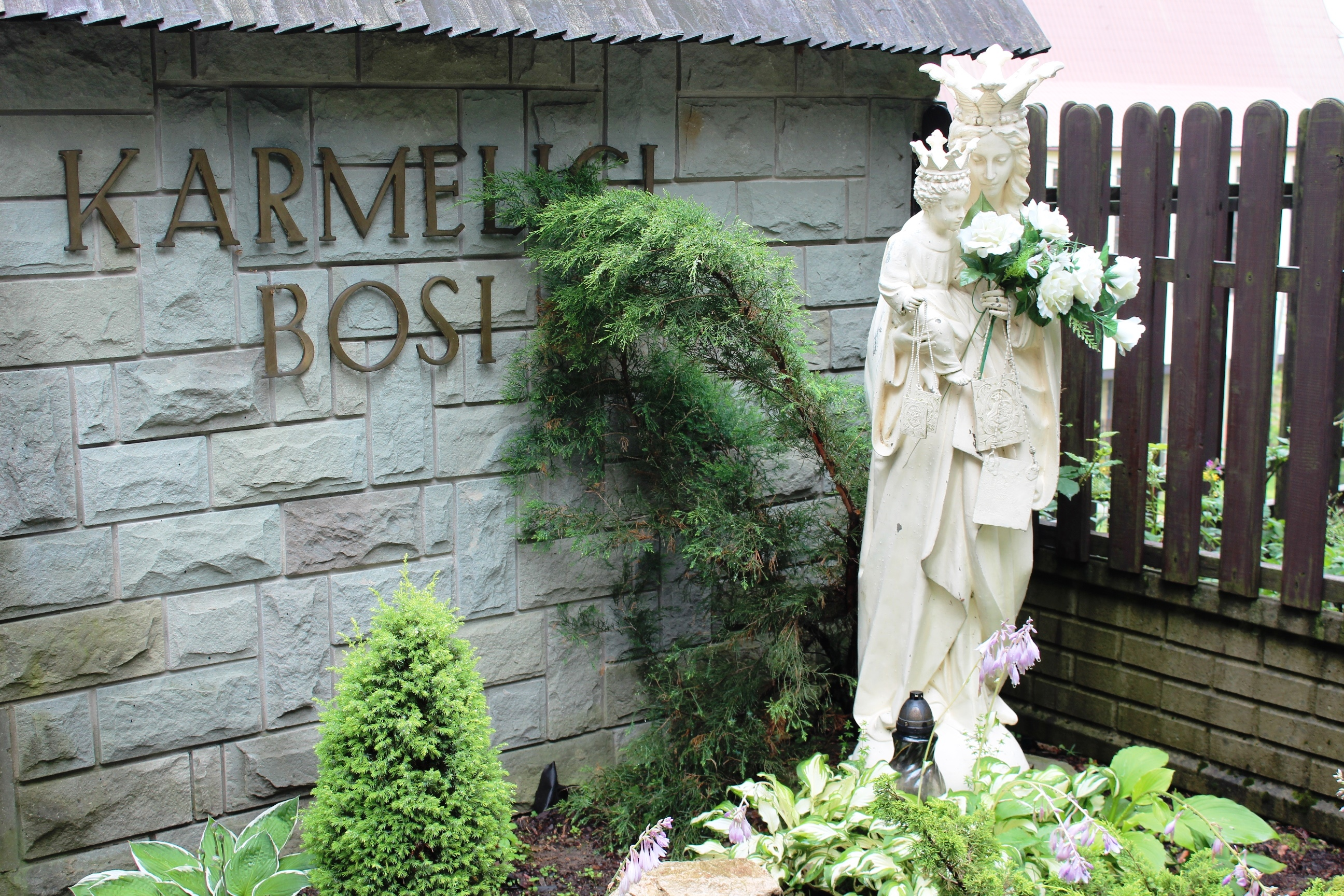
Figura Matki Bożej
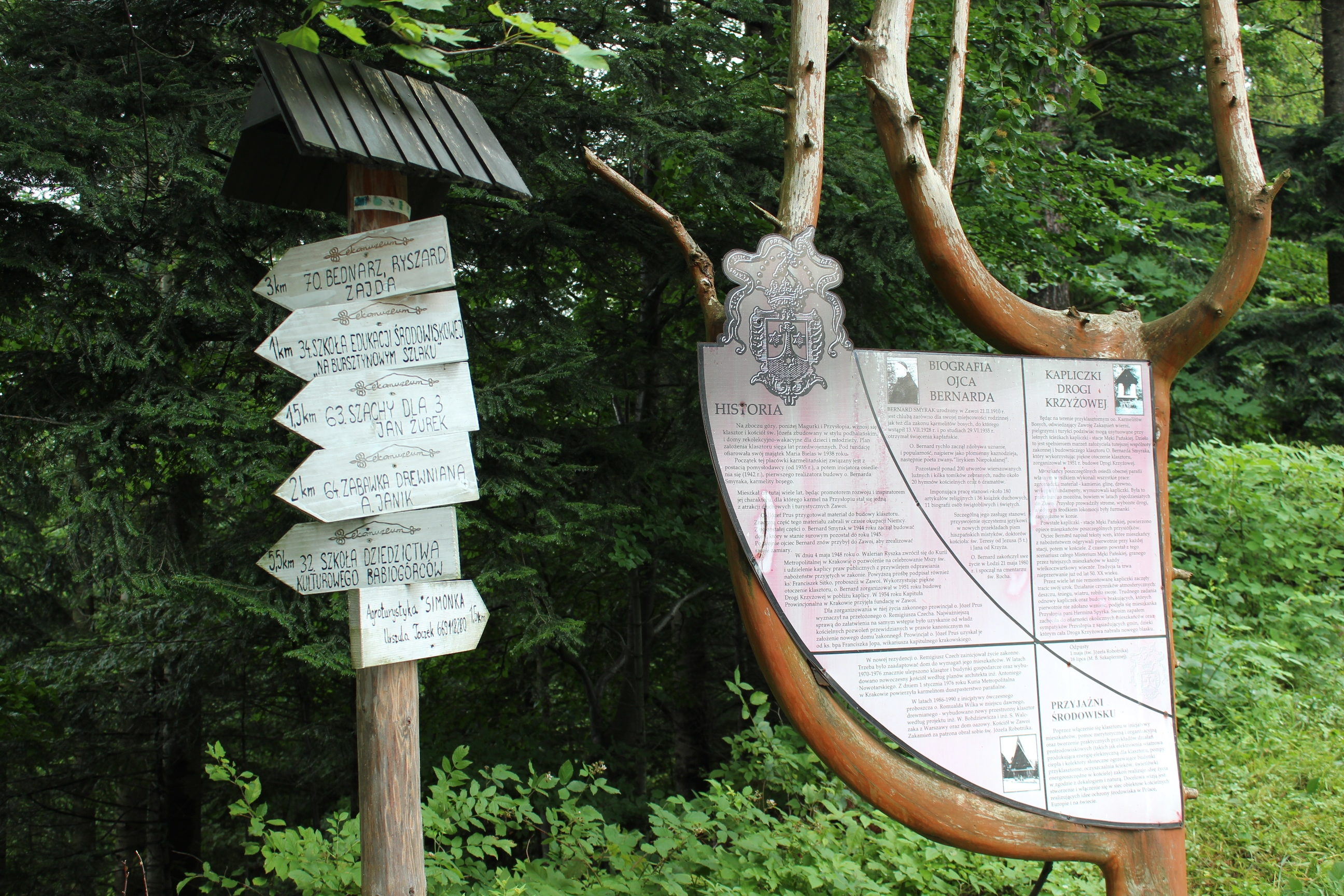
Drogowskazy i tablica z historią miejsca